# Joker Fuel of Norway

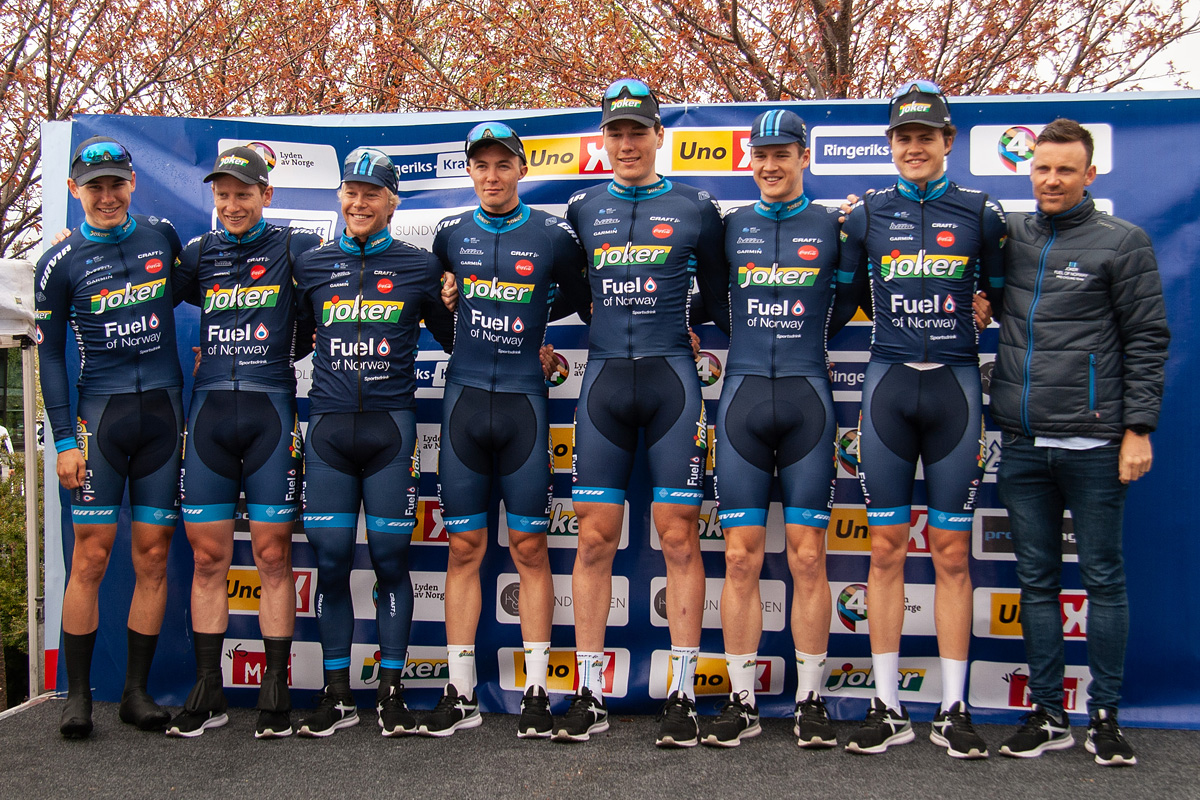
Sundvolden Grand Prix 2019, Teampräsentation Joker Fuel of Norway

Das Joker Fuel of Norway war ein norwegisches Radsportteam mit Sitz in Høvik.

## Geschichte
Joker Bianchi fuhr 2005 noch unter dem Namen Interspons Bianchi und besaß seitdem eine Lizenz als Continental Team. 2006 und 2007 fuhren sie als Maxbo Bianchi. Sie nehmen hauptsächlich an Rennen der UCI Europe Tour teil. Manager war Birger Hungerholdt, und Sportliche Leiter waren Gino Van Oudenhove und Svein Erik Vold. Ab der Saison 2008 war die Supermarktkette Joker der neue Hauptsponsor. Nach der Saison 2020 wurde das Team aufgelöst.

## Saison 2020

### Erfolge in der UCI Europe Tour
In den Rennen der Saison 2020 der UCI Europe Tour gelangen die nachstehenden Erfolge.
| Datum      | Rennen                                     | Kat. | Fahrer            |
| ---------- | ------------------------------------------ | ---- | ----------------- |
| 6. März    | 1. Etappe International Tour of Rhodes     | 2.2  | Søren Wærenskjold |
| 8. März    | 3. Etappe International Tour of Rhodes     | 2.2  | Søren Wærenskjold |
| 6.–8. März | Gesamtwertung International Tour of Rhodes | 2.2  | Søren Wærenskjold |

## Saison 2019

### Erfolge in der UCI Europe Tour
In den Rennen der Saison 2019 der UCI Europe Tour gelangen die nachstehenden Erfolge.
| Datum        | Rennen                                 | Kat. | Fahrer      |
| ------------ | -------------------------------------- | ---- | ----------- |
| 10. März     | 3. Etappe International Tour of Rhodes | 2.2  | Herman Dahl |
| 28. März     | 4. Etappe Tour de Normandie            | 2.2  | Ole Forfang |
| 25.–31. März | Gesamtwertung Tour de Normandie        | 2.2  | Ole Forfang |

## Saison 2018

### Erfolge in der UCI Europe Tour
In den Rennen der Saison 2018 der UCI Europe Tour gelangen die nachstehenden Erfolge.
| Datum         | Rennen                              | Kat. | Fahrer             |
| ------------- | ----------------------------------- | ---- | ------------------ |
| 21.–22. April | Gesamtwertung Tour du Jura Cycliste | 2.2  | Carl Fredrik Hagen |
| 25. April     | 1. Etappe Tour de Bretagne          | 2.2  | Herman Dahl        |
| 7. Juni       | 1. Etappe Ronde de l’Oise           | 2.2  | Henrik Evensen     |
| 10. Juni      | 4. Etappe Ronde de l’Oise           | 2.2  | Henrik Evensen     |
| 7.–10. Juni   | Gesamtwertung Ronde de l’Oise       | 2.2  | Henrik Evensen     |
| 17. Juni      | GP Horsens                          | 1.1  | Herman Dahl        |

## Saison 2017

### Erfolge in der UCI Europe Tour
In den Rennen der Saison 2017 der UCI Europe Tour gelangen die nachstehenden Erfolge.
| Datum    | Rennen                         | Kat. | Fahrer               |
| -------- | ------------------------------ | ---- | -------------------- |
| 17. März | Handzame Classic               | 1.1  | Kristoffer Halvorsen |
| 7. April | 1. Etappe Circuit des Ardennes | 2.2  | Markus Hoelgaard     |
| 27. Juli | 1. Etappe Tour Alsace          | 2.2  | Markus Hoelgaard     |
| 29. Juli | 3. Etappe Tour Alsace          | 2.2  | Carl Fredrik Hagen   |

### Erfolge bei den Nationalen Straßen-Radsportmeisterschaften
In den Rennen der Nationalen Straßen-Radsportmeisterschaften 2017 gelangen die nachstehenden Erfolge.
| Datum    | Rennen                                          | Sieger           |
| -------- | ----------------------------------------------- | ---------------- |
| 18. Juni | Norwegische Meisterschaft – Straßenrennen (U23) | Anders Skaarseth |
| 25. Juni | Norwegische Meisterschaft – Straßenrennen       | Rasmus Tiller    |

### Mannschaft
| Teamkader 2017                                             | Teamkader 2017     | Teamkader 2017 | Teamkader 2017                |
| Name                                                       | Geburtsdatum       | Land           | Vorheriges Team               |
| ---------------------------------------------------------- | ------------------ | -------------- | ----------------------------- |
| Vegard Breen                                               | 8. Februar 1990    | Norwegen       | Fortuneo-Vital Concept (2016) |
| Ole Forfang                                                | 22. März 1995      | Norwegen       | Ringeriks-Kraft (2015)        |
| Tobias Foss                                                | 25. Mai 1997       | Norwegen       | Lillehammer Cykleklubb (2016) |
| Carl Fredrik Hagen                                         | 26. September 1991 | Norwegen       | Sparebanken Sør (2016)        |
| Kristoffer Halvorsen                                       | 13. April 1996     | Norwegen       | Glåmdal Sykleklubb (2014)     |
| Markus Hoelgaard                                           | 4. Oktober 1994    | Norwegen       | Coop-Øster Hus (2015)         |
| Bjørn Tore Hoem                                            | 12. April 1991     | Norwegen       | Sparebanken Sør (2014)        |
| Iver Knotten                                               | 17. Dezember 1998  | Norwegen       | Tønsberg Cykkelklubb (2016)   |
| Anders Skaarseth                                           | 7. Mai 1995        | Norwegen       | Lillehammer Cykleklubb (2014) |
| Kristoffer Skjerping                                       | 4. Mai 1993        | Norwegen       | Cannondale-Drapac (2016)      |
| Adrian Aas Stien (1. Jan.–11. Sep.)                        | 28. Oktober 1992   | Norwegen       | TVK Elite (2014)              |
| Rasmus Tiller                                              | 28. Juli 1996      | Norwegen       | Lillehammer Cykleklubb (2016) |
|                                                            |                    |                |                               |
| Quellen: ProCyclingStats Cycling Quotient Cycling Archives |                    |                |                               |

## Platzierungen in UCI-Ranglisten
UCI America Tour
| Saison    | Mannschaftswertung | Fahrerwertung              |
| --------- | ------------------ | -------------------------- |
| 2009-2014 | -                  | -                          |
| 2015      | 49.                | Truls Engen Korsæth (330.) |
| 2016      | -                  | -                          |

UCI Asia Tour
| Saison    | Mannschaftswertung | Fahrerwertung              |
| --------- | ------------------ | -------------------------- |
| 2009      | -                  | -                          |
| 2010      | 48.                | Christer Rake (146.)       |
| 2011      | 34.                | Adrian Gjølberg (116.)     |
| 2012-2015 | -                  | -                          |
| 2016      | 12.                | Kristoffer Halvorsen (27.) |

UCI Europe Tour
| Saison | Mannschaftswertung | Fahrerwertung                 |
| ------ | ------------------ | ----------------------------- |
| 2007   |                    | Edvald Boasson Hagen (5.)     |
| 2008   |                    |                               |
| 2009   | 37.                | Alexander Kristoff (97.)      |
| 2010   | 63.                | Christer Rake (159.)          |
| 2011   | 49.                | Vegard Stake Laengen (188.)   |
| 2012   | 71.                | Vegard Breen (263.)           |
| 2013   | 54.                | Vegard Breen (180.)           |
| 2014   | 26.                | Reidar Bohlin Borgersen (37.) |
| 2015   | 20.                | Vegard Stake Laengen (56.)    |
| 2016   | 18.                | Kristoffer Halvorsen (55.)    |
| 2017   | 18.                | Kristoffer Halvorsen (145.)   |
| 2018   | 35.                | Herman Dahl (141.)            |
| 2019   | 75.                | Ole Forfang (599.)            |
| 2020   | 44.                | Søren Wærenskjold (342.)      |